# Ahmed Eesa
Ahmed Hamad Khreesh Esa (arabisch أحمد عيسى, DMG Aḥmad ʿĪsā) ist ein ehemaliger saudi-arabischer Fußballspieler.

## Karriere

### Klub
Über seine Klubkarriere ist nichts bekannt.

### Nationalmannschaft
Seinen ersten bekannten Einsatz für die saudi-arabische Nationalmannschaft hatte er am 5. Oktober 1994 während der Asienspiele 1994 bei einem 4:2-Sieg über Thailand. Nach drei weiteren Einsätzen bei diesem Turnier kam er im selben Jahr noch in zwei Freundschaftsspielen zum Einsatz. Im darauffolgenden Jahr spielte er beim König-Fahd-Pokal 1995 in beiden Partien der Mannschaft. Es folgten im Verlauf desselben Jahres Einsätze bei vier Freundschaftsspielen.